# Dogninades
Dogninades — рід квітососових метеликів із підродини Herminiinae. Налічує 4 види, поширені в Центральній і Південній Америці.

## Види
Після встановлення роду 1916 року довгий час до нього включали тільки один вид Dogninades jactatalis. Лише в 2000-ні роки до роду було перенесено вид D. anemolia, а також описані два нові види. Усі види є досить рідкісними й нечасто потрапляють до ентомологічних колекцій.
Відомо 4 види:
- Dogninades anemolia (Druce, 1891) — Мексика
- Dogninades jactatalis (Walker, [1859]) — Венесуела
- Dogninades petrae Lödl, 2001 — Бразилія
- Dogninades renei Gaal-Haszler, 2000 — Коста-Рика